# 遵义县 (明朝)
遵义县，明朝万历年间设置的县，今贵州省遵义市红花岗区、汇川区、播州区前身。
明朝初，为播州长官司。明朝政府在播州之役获胜，消灭播州杨氏土司政权后，于万历二十九年（1601年）四月设置遵义军民府，同时改播州长官司为遵义县，为遵义府的附郭县。县治与府治同迁原司城之西的白田坝，时属四川省。清朝雍正七年（1729年），随遵义府改属贵州省，考评：冲繁难。辛亥革命后，于1912年废县。1913年，全国废府，复置遵义县。
1935年1月间，红一方面军曾攻占遵义县城，中共中央政治局在此召开遵义会议。1949年时，属贵州省第五行政督察区。1949年11月，解放军发起西南战役。21日，解放军第10军攻占遵义。25日设置遵义县人民政府。
1950年，遵义县属遵义专区，拆分出遵义市（或说1949年11月后）。次年，遵义市并入，1952年再度拆分出遵义市。1958年，遵义县并入遵义市。1961年，复置。1970年，属遵义地区。1992年时，辖38个乡镇。1997年后，其下辖乡镇多次划出，分别划入红花岗区、汇川区、新蒲新区。2016年，中国国务院同意遵义县撤县设区，改为播州区，并将遵义县部分乡镇划入红花岗区和汇川区。